# 枝雀寄席
枝雀寄席（しじゃく・よせ）はABCテレビ（朝日放送）で1979年9月から1999年4月まで全246回にわたって放送されたお笑い番組である。
桂枝雀が司会を務め、朝日放送のテレビスタジオ、またはABCホール（大淀社屋時代）で公開収録、または生放送をしたもので、基本的に毎月1回のペースで開始当初は1時間、1988年4月以後は「フリーチャンネル」（基本第2金曜深夜=土曜未明）で2時間放送された。
番組は開始当初は枝雀とゲストの著名人を交えての対談と、枝雀による落語の2部構成。2時間に拡大されてからは対談、落語、大喜利の3部構成となり、落語は枝雀と、枝雀一門の弟子の落語をそれぞれ1本ずつ放送した。また大喜利も枝雀一門の弟子5-6名程度が出演した。対談は上方落語・漫才に限らず、作家、俳優など多方面からゲストを招待。第1回ゲストは枝雀の師匠でもある桂米朝であった。
1990年3月には、ABCラジオ開局40周年記念の特別番組として、5日間連続深夜に行われた「春はあけぼのオールナイト枝雀」とコラボレーションして、その同時生放送も実現している。
しかし、枝雀は1997年ごろからうつ病を頻発させたことから、1998年2月の放送を最後として治療に専念し休養にあて、この期間は桂ざこば、桂南光らが代役を務めながら放送を続けた。その後、枝雀が1999年4月19日に死去したことを受けて、同4月24日に放送された追悼特番「さようなら枝雀さん」をもって番組は終了となった（レギュラー放送としては同4月9日放送分が最後で、追悼特番は枝雀の死去を受けて急遽編成されたものである）。
「枝雀落語大全」「桂枝雀十八番」などに落語の映像が収録されている。